# Par le fer et par le feu (roman)
Pour les articles homonymes, voir Par le fer et par le feu.
Par le fer et par le feu (titre original : Ogniem i mieczem) est un roman historique polonais écrit par Henryk Sienkiewicz et publié en 1884. Initialement paru en feuilleton dans divers magazines en 1883-1884, ce roman est le premier d'une trilogie : il est suivi par Le Déluge (1886) et Messire Wołodyjowski (1888). 
Par le fer et par le feu devient, au tournant du XXe siècle, l'un des romans les plus populaires de Pologne. Il est à l'étude dans les écoles polonaises. Il a été traduit en anglais et dans la plupart des langues d'Europe. En France, il est publié pour la première fois en 1900.

## Genèse
Avec ce roman, Henryk Sienkiewicz souhaite exalter le patriotisme polonais et réveiller les consciences nationalistes à une époque où la Russie, l'Allemagne et l'Autriche occupent des régions de la Pologne, laquelle est morcelée et privée de son indépendance. Pour éviter les foudres de la censure, l'auteur a dû situer l'intrigue dans le passé historique glorieux de la Pologne, lors d'anciennes guerres qu’elle a menées contre des ennemis qui ne sont pas les mêmes qu'en 1884, au moment où paraît le roman.

## Résumé
Les péripéties du lieutenant polonais Jean Kretuski au cours du soulèvement de Khmelnytsky (1648-1651) dans la Fédération de Pologne-Lituanie : son combat contre les Cosaques et les Tartares ; ses amours avec Helena Kurcewiczówna, une aristocrate polonaise orpheline.

## Adaptations

### Au cinéma
- 1963 : Par le fer et par le feu, film franco-italien de Fernando Cerchio, avec Pierre Brice, Jeanne Crain et Akim Tamiroff.
- 1999 : Ogniem i Mieczem, film polonais, de Jerzy Hoffman, avec Michał Żebrowski et Izabella Scorupco.

### Jeu vidéo
- Mount and Blade: With Fire and Sword (2011)[2]

## Éditions françaises
- Par le fer et par le feu ; Éditeur : Paris : Phébus, collection : D'aujourd'hui. Étranger ; traduit par le comte Wodzinski et B. Kozakiewck ; 1992, 622 p.  (ISBN 2-85940-241-1)
- Par le fer et par le feu ; Éditeur : Paris, Libretto ; collection : Libretto no 461, traduit par le comte Wodzinski et B. K. Kozakiewicz ; traduction revue et complétée par Laurence Dyèvre et Grazyna Gruszecka ; préface de Tomasz Michalski ; 2014, 721 p.  (ISBN 978-2-36914-099-3)